# Crackòvia
Crackòvia is een satirisch televisieprogramma van de Catalaanse zender TV3 met als hoofdonderwerpen de voetbalclubs FC Barcelona, RCD Espanyol, Real Madrid en Spaanse topsporters als Rafael Nadal, Pau Gasol en Fernando Alonso. De eerste uitzending was op 15 september 2008. In het programma wordt teruggekeken op de voorbije week met sketches en filmpjes. Crackòvia is een spin-off van Polònia. In augustus 2010 startte Telemadrid met een eigen versie van de serie, volgens hetzelfde concept als de versie van TV3.

## Acteurs en personages
| Acteur             | Personage           |
| ------------------ | ------------------- |
| Pep Plaza          | Josep Guardiola     |
|                    | Joan Gaspart        |
| Pep Plaza          | Florentino Pérez    |
| Jordi Ríos         | Carles Puyol        |
| Jordi Ríos         | Johan Cruijff       |
| Jordi Ríos         | Sergio Ramos        |
| Blai Rodríguez     | Cesc Fàbregas       |
| Jordi Ríos         | Pichi Alonso        |
| Jordi Ríos         | Klaas-Jan Huntelaar |
| Jordi Ríos         | Fernando Alonso     |
| Max Marieges       | Lionel Messi        |
| Carlos Latre       | Josep Lluís Núñez   |
| Carlos Latre       | Bernd Schuster      |
| ??                 | Rafael Nadal        |
| ??                 | Raúl Tamudo         |
|                    | Raúl González       |
| ??                 | Xavi Hernández      |
| -                  | Rafael Márquez      |
| ??                 | Diego Maradona      |
| ??                 | Guti                |
| Xavier Serrano     | Pau Gasol           |
| -                  | Predrag Mijatović   |
| ??                 | Mauricio Pochettino |
| Xavier Serrano     | Ricky Rubio         |
| Bruno Oro          | Cristiano Ronaldo   |
| Bruno Oro          | Zlatan Ibrahimović  |
| Bruno Oro          | David Villa         |
| ??                 | Roger Federer       |
| Bruno Oro          | Gerard Piqué        |
| Oscar Garcìa       | Sergi Busquets      |
| Oriol Cruz         | Andrés Iniesta      |
| ??                 | Bojan Krkić         |
| ??                 | Kaká                |
| Toni Albà          | Carles Rexach       |
| Toni Albà          | José Mourinho       |
| ??                 | Gareth Bale         |
| Toni Albà          | Daniel Alves        |
| Miquel Ángel Ripeu | Carlos Kameni       |
| Miquel Ángel Ripeu | Samuel Eto'o        |
| Miquel Ángel Ripeu | Kobe Bryant         |
| Queco Novell       | Joan Laporta        |
| Ivan Labanda       | Víctor Valdés       |
| Oscar Garcìa       | Karim Benzema       |
| ??                 | Marcelo Bielsa      |